# Championnat de France de rugby à XV 2012-2013
Navigation
Top 14 2011-2012 Top 14 2013-2014
Le championnat de France de rugby à XV 2012-2013 ou Top 14 2012-2013 est la cent quatorzième édition du championnat de France de rugby à XV. Elle oppose les quatorze meilleures équipes françaises de rugby à XV. Le championnat débute le 17 août 2012 pour s'achever par une finale disputée le 1er juin 2013 au Stade de France, à Saint-Denis. La Ligue nationale de rugby crée un nouveau logo pour cette nouvelle saison à la suite de sa politique de refonte marketing des deux compétitions professionnelles française.
Cette année, le FC Grenoble (champion) et le Stade montois (vainqueur des barrages d'accession) remplacent le CA Brive et le Lyon OU, tous deux relégués en Pro D2.
La finale oppose le RC Toulon, qui vient de remporter la Coupe d'Europe face à Clermont, au Castres olympique. Ce dernier devient alors champion de France 20 ans après le titre polémique attribué aux dépens des grenoblois , en s'imposant sur le score de 19 à 14.

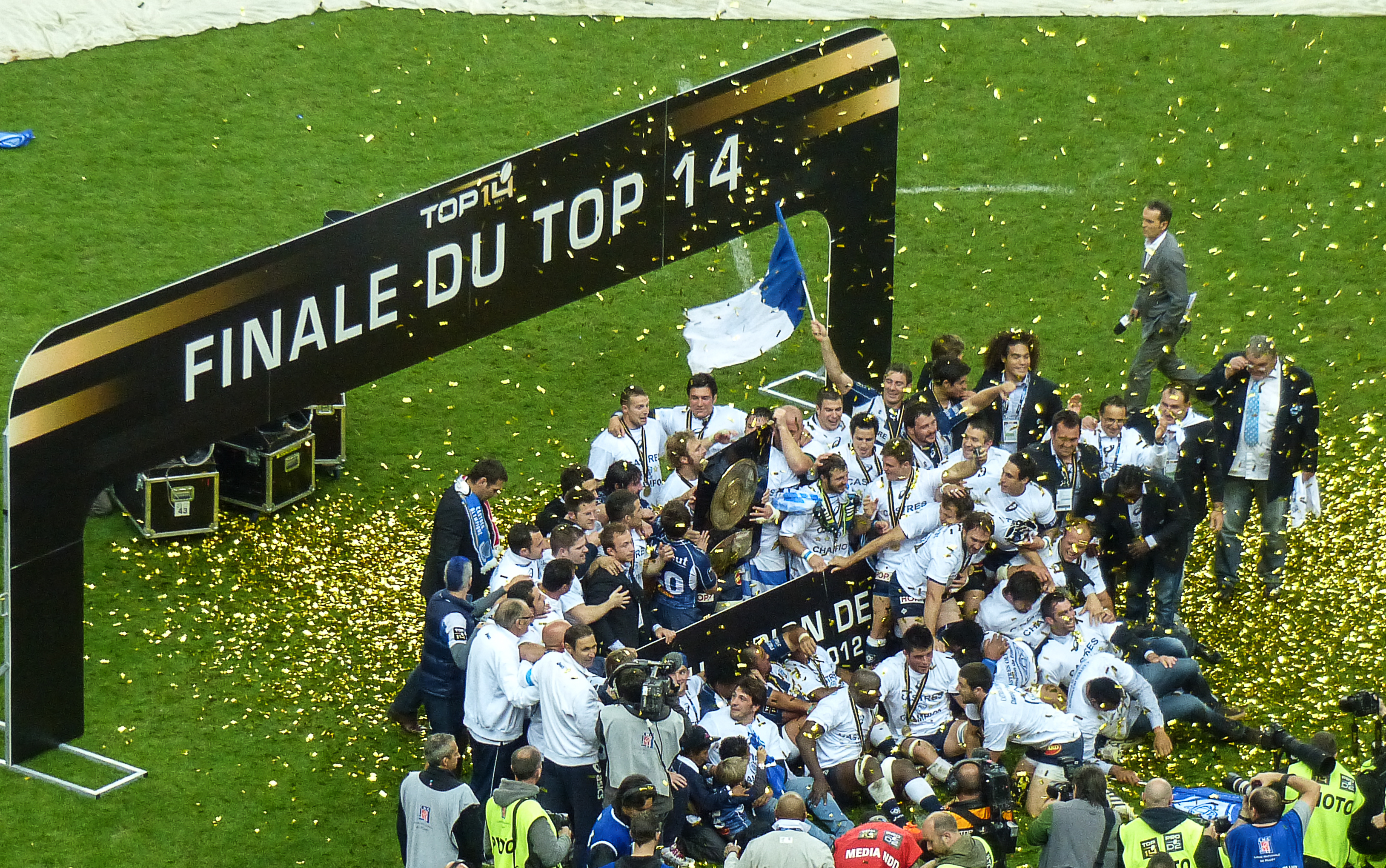
Les joueurs de Castres champions de France 2013 au Stade de France.
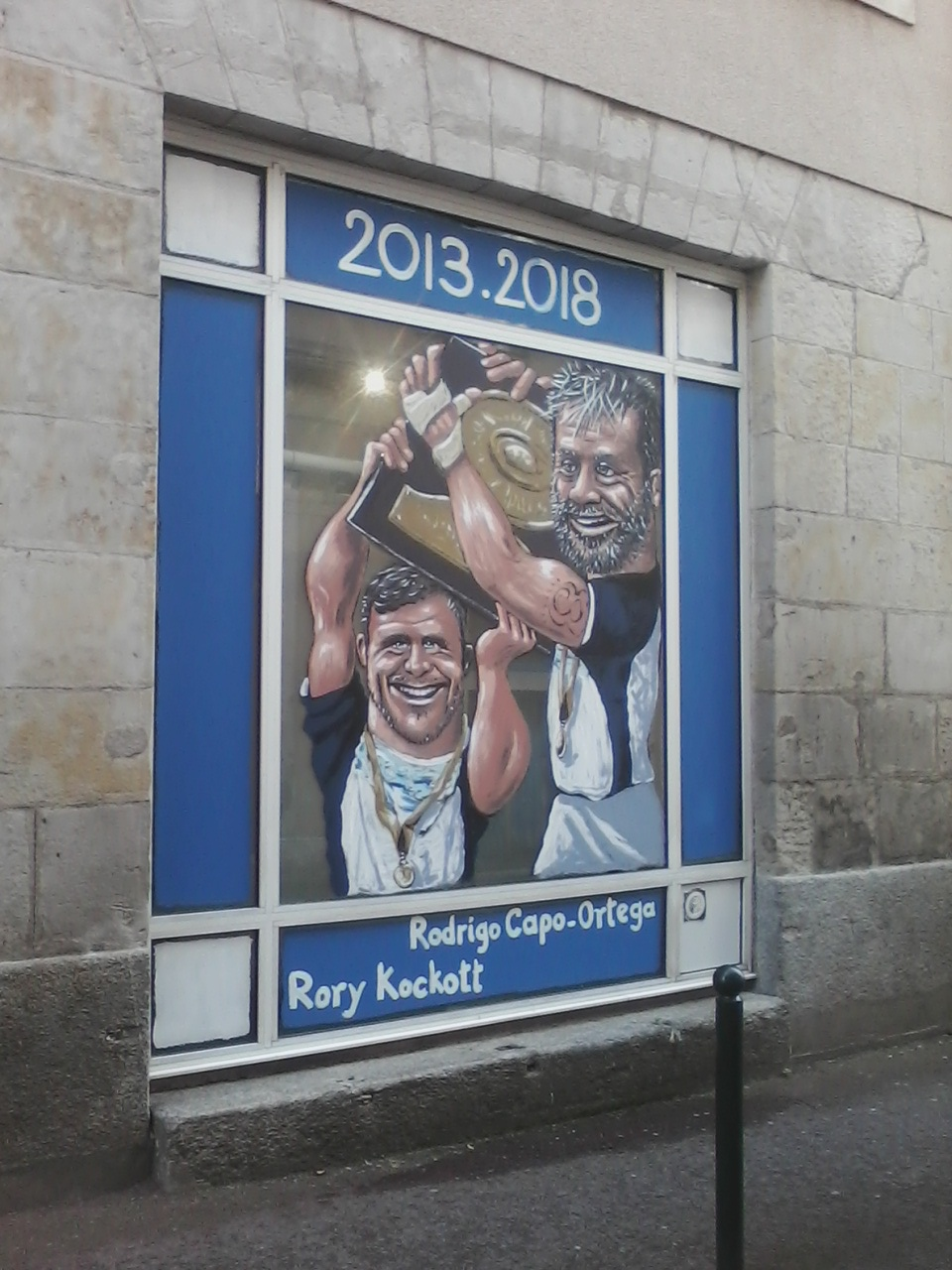
Rory Kockott et Rodrigo Capo Ortega champion de France 2013 & 2018.

## Liste des équipes en compétition
Le FC Grenoble (champion) et le Stade montois (vainqueur des barrages d'accession) sont promus dans le Top 14 à l'issue de la saison de Pro D2 2011-2012. Ils remplacent le CA Brive et le Lyon OU relégués sportivement à l'issue du Top 14 2011-2012. Parmi tous les clubs présents parmi l'élite, seul Montpellier n'a jamais gagné le championnat. La compétition oppose pour la saison 2012-2013 les quatorze meilleures équipes françaises de rugby à XV :
| \| SU Agen Aviron bayonnais Biarritz olympique Castres · olympique ASM Clermont Auvergne FC Grenoble Stade montois Montpellier HR Stade français Paris USA Perpignan Racing Métro 92 RC Toulon Stade · toulousain Union Bordeaux Bègles \| Localisation des clubs engagés en championnat. |
| SU Agen Aviron bayonnais Biarritz olympique Castres · olympique ASM Clermont Auvergne FC Grenoble Stade montois Montpellier HR Stade français Paris USA Perpignan Racing Métro 92 RC Toulon Stade · toulousain Union Bordeaux Bègles                                                      |

| Club                  | Dernière montée | Budget 2012-2013 en millions d'euros | Classement en 2011-2012 | Entraîneur(s)                                                                    | Capitaine                                           | Stade                                 | Capacité      |
| --------------------- | --------------- | ------------------------------------ | ----------------------- | -------------------------------------------------------------------------------- | --------------------------------------------------- | ------------------------------------- | ------------- |
| SU Agen               | 2010            | 13,2                                 | 10                      | Philippe Sella Mathieu Blin David Darricarrère                                   | Jean Monribot puis Junior Pelesasa puis Ross Skeate | Stade Armandie                        | 14 000        |
| Aviron bayonnais      | 2004            | 17,9                                 | 12                      | Christophe Deylaud Christian Lanta                                               | Mark Chisholm                                       | Stade Jean-Dauger                     | 16 934        |
| Biarritz olympique    | 1996            | 17,3                                 | 9                       | Laurent Rodriguez Serge Milhas John Isaac puis Laurent Rodriguez Didier Faugeron | Imanol Harinordoquy                                 | Parc des sports d'Aguiléra            | 15 000        |
| Bordeaux Bègles       | 2011            | 11,9                                 | 8                       | Raphaël Ibañez Régis Sonnes Vincent Etcheto Joe Worsley                          | Matthew Clarkin                                     | Stade André-Moga Stade Chaban-Delmas  | 9 600 34 694  |
| Castres olympique     | 1989            | 15,6                                 | 4                       | Laurent Labit Laurent Travers                                                    | Matthias Rolland Rémy Talès                         | Stade Pierre-Antoine                  | 11 500        |
| ASM Clermont Auvergne | 1925            | 25,5                                 | 2                       | Vern Cotter Franck Azéma                                                         | Aurélien Rougerie                                   | Stade Marcel-Michelin                 | 18 030        |
| FC Grenoble           | 2012            | 14,9                                 | 1 (Pro D2)              | Fabrice Landreau Sylvain Bégon Franck Corrihons                                  | Andrew Farley                                       | Stade Lesdiguières Stade des Alpes    | 11 900 20 068 |
| Stade montois         | 2012            | 6,2                                  | 3 (Pro D2)              | Marc Dantin puis Scott Murray Stéphane Prosper                                   | Julien Tastet                                       | Stade Guy-Boniface                    | 10 000        |
| Montpellier HR        | 2003            | 17,5                                 | 5                       | Fabien Galthié Mario Ledesma Stéphane Glas                                       | Fulgence Ouedraogo                                  | Stade Yves-du-Manoir                  | 14 700        |
| Stade français Paris  | 1997            | 22,8                                 | 7                       | Richard Pool-Jones Christophe Laussucq David Auradou                             | Pascal Papé Sergio Parisse                          | Stade Charléty Stade de France        | 20 000        |
| USA Perpignan         | 1911            | 14,4                                 | 11                      | Marc Delpoux Giampiero de Carli Patrick Arlettaz                                 | Nicolas Mas                                         | Stade Aimé-Giral                      | 14 593        |
| Racing Métro 92       | 2009            | 21,7                                 | 6                       | Gonzalo Quesada Simon Raiwalui                                                   | Jacques Cronjé Dimitri Szarzewski                   | Stade Yves-du-Manoir Stade de France  | 14 000        |
| RC Toulon             | 2008            | 21,8                                 | 3                       | Bernard Laporte Pierre Mignoni Olivier Azam                                      | Joe van Niekerk Jonny Wilkinson                     | Stade Mayol                           | 15 000        |
| Stade toulousain      | 1907            | 34,9                                 | 1 (Champion)            | Guy Novès William Servat Jean-Baptiste Élissalde                                 | Thierry Dusautoir                                   | Stade Ernest-Wallon Stadium municipal | 19 500        |

## Résumé des résultats

### Classement de la phase régulière
| Rang | Club                  | J  | V  | N | D  | Em | Ee | Bo | Bd | Pm  | Pe  | Diff | Pts |
| ---- | --------------------- | -- | -- | - | -- | -- | -- | -- | -- | --- | --- | ---- | --- |
| 1    | ASM Clermont          | 26 | 19 | 1 | 6  | 81 | 32 | 8  | 5  | 779 | 418 | +361 | 91  |
| 2    | RC Toulon             | 26 | 18 | 1 | 7  | 69 | 33 | 11 | 5  | 779 | 456 | +323 | 90  |
| 3    | Stade toulousain (T)  | 26 | 17 | 0 | 9  | 67 | 37 | 7  | 4  | 702 | 501 | +201 | 79  |
| 4    | Castres olympique     | 26 | 15 | 2 | 9  | 49 | 33 | 4  | 6  | 599 | 489 | +110 | 74  |
| 5    | Montpellier HR        | 26 | 16 | 0 | 10 | 52 | 38 | 5  | 4  | 570 | 520 | +50  | 73  |
| 6    | Racing Métro 92       | 26 | 16 | 0 | 10 | 32 | 28 | 2  | 7  | 512 | 431 | +81  | 73  |
| 7    | USA Perpignan         | 26 | 13 | 0 | 13 | 50 | 48 | 2  | 7  | 593 | 607 | -14  | 61  |
| 8    | Aviron bayonnais      | 26 | 12 | 1 | 13 | 32 | 54 | 1  | 6  | 467 | 609 | -142 | 57  |
| 9    | Biarritz olympique    | 26 | 12 | 1 | 13 | 36 | 40 | 2  | 5  | 505 | 540 | -35  | 57  |
| 10   | Stade français Paris  | 26 | 12 | 1 | 13 | 42 | 60 | 2  | 2  | 578 | 691 | -113 | 54  |
| 11   | FC Grenoble (P)       | 26 | 12 | 0 | 14 | 37 | 60 | 1  | 5  | 480 | 606 | -126 | 54  |
| 12   | Union Bordeaux Bègles | 26 | 8  | 1 | 17 | 51 | 44 | 4  | 9  | 561 | 584 | -23  | 47  |
| 13   | SU Agen               | 26 | 6  | 0 | 20 | 33 | 67 | 0  | 7  | 423 | 709 | -286 | 31  |
| 14   | Stade montois (P)     | 26 | 2  | 0 | 24 | 22 | 79 | 1  | 7  | 374 | 761 | -387 | 16  |

|  | Qualifiés pour les demi-finales (no 1, no 2) et qualifié pour la Coupe d'Europe 2013-2014.         |
|  | Qualifiés pour les barrages (no 3, no 4, no 5, no 6) et qualifié pour la Coupe d'Europe 2013-2014. |
|  | Qualifié pour la coupe d'Europe 2013-2014 (no 7).                                                  |
|  | Relégués en Pro D2 pour la saison 2013-2014 (no 13 et no 14).                                      |
|  | T : tenant du titre 2012 • P : promu 2012                                                          |

Attribution des points : victoire sur tapis vert : 5, victoire : 4, match nul : 2, défaite : 0, forfait : -2 ; plus les bonus (offensif : 3 essais de plus que l'adversaire ; défensif : défaite par 7 points d'écart ou moins).
Règles de classement : 1. points terrain (bonus compris) ; 2. points terrain obtenus dans les matchs entre équipes concernées ; 3. différence de points dans les matchs entre équipes concernées ; 4. différence entre essais marqués et concédés dans les matchs entre équipes concernées ; 5. différence de points ; 6. différence entre essais marqués et concédés ; 7. nombre de points marqués ; 8. nombre d'essais marqués ; 9. nombre de forfaits n'ayant pas entraîné de forfait général ; 10. place la saison précédente ; 11. nombre de personnes suspendues après un match de championnat.

### Phase finale
|  | Barrages                                     | Barrages                                     |                                              |                                              | Demi-finales                                 | Demi-finales                                 |  |  | Finale                                        | Finale                                        |
|  | Barrages                                     | Barrages                                     |                                              |                                              | Demi-finales                                 | Demi-finales                                 |  |  | Finale                                        | Finale                                        |
|  |                                              |                                              |                                              |                                              |                                              |                                              |  |  |                                               |                                               |
|  | 11 mai 2013 au Stade Pierre-Antoine, Castres | 11 mai 2013 au Stade Pierre-Antoine, Castres |                                              |                                              | 25 mai 2013 au Stade de la Beaujoire, Nantes | 25 mai 2013 au Stade de la Beaujoire, Nantes |  |  | 1er juin 2013 au Stade de France, Saint-Denis | 1er juin 2013 au Stade de France, Saint-Denis |
|  | 11 mai 2013 au Stade Pierre-Antoine, Castres | 11 mai 2013 au Stade Pierre-Antoine, Castres |                                              |                                              | 25 mai 2013 au Stade de la Beaujoire, Nantes | 25 mai 2013 au Stade de la Beaujoire, Nantes |  |  | 1er juin 2013 au Stade de France, Saint-Denis | 1er juin 2013 au Stade de France, Saint-Denis |
|  | 11 mai 2013 au Stade Pierre-Antoine, Castres | 11 mai 2013 au Stade Pierre-Antoine, Castres | [1] ASM Clermont Auvergne                    | 9                                            |                                              |                                              |  |  | 1er juin 2013 au Stade de France, Saint-Denis | 1er juin 2013 au Stade de France, Saint-Denis |
|  | [4] Castres olympique                        | 25                                           | [1] ASM Clermont Auvergne                    | 9                                            |                                              |                                              |  |  | 1er juin 2013 au Stade de France, Saint-Denis | 1er juin 2013 au Stade de France, Saint-Denis |
|  | [4] Castres olympique                        | 25                                           | [4] Castres olympique                        | 25                                           |                                              |                                              |  |  | 1er juin 2013 au Stade de France, Saint-Denis | 1er juin 2013 au Stade de France, Saint-Denis |
|  | [5] Montpellier HR                           | 12                                           | [4] Castres olympique                        | 25                                           |                                              |                                              |  |  | 1er juin 2013 au Stade de France, Saint-Denis | 1er juin 2013 au Stade de France, Saint-Denis |
|  | [5] Montpellier HR                           | 12                                           | 24 mai 2013 au Stade de la Beaujoire, Nantes | 24 mai 2013 au Stade de la Beaujoire, Nantes | [4] Castres olympique                        | 19                                           |  |  |                                               |                                               |
|  | 10 mai 2013 au Stadium, Toulouse             |                                              | 24 mai 2013 au Stade de la Beaujoire, Nantes | 24 mai 2013 au Stade de la Beaujoire, Nantes | [4] Castres olympique                        | 19                                           |  |  |                                               |                                               |
|  |                                              | [2] RC Toulon                                | 24 mai 2013 au Stade de la Beaujoire, Nantes | 24 mai 2013 au Stade de la Beaujoire, Nantes | 14                                           |                                              |  |  |                                               |                                               |
|  | [3] Stade toulousain                         | [2] RC Toulon                                | 24 mai 2013 au Stade de la Beaujoire, Nantes | 24 mai 2013 au Stade de la Beaujoire, Nantes | 14                                           | 33                                           |  |  |                                               |                                               |
|  | [3] Stade toulousain                         | [3] Stade toulousain                         | 9                                            |                                              |                                              | 33                                           |  |  |                                               |                                               |
|  | [6] Racing Métro 92                          | [3] Stade toulousain                         | 9                                            | 19                                           |                                              |                                              |  |  |                                               |                                               |
|  | [6] Racing Métro 92                          | [2] RC Toulon                                | 24                                           | 19                                           |                                              |                                              |  |  |                                               |                                               |
|  |                                              | [2] RC Toulon                                | 24                                           |                                              |                                              |                                              |  |  |                                               |                                               |

## Résultats détaillés

### Phase régulière

#### Tableau synthétique des résultats
L'équipe qui reçoit est indiquée dans la colonne de gauche.
| Clubs              | AGE   | BAY   | BIA   | BOB   | CAS   | CLE   | GRE   | MDM   | MHR   | SFR   | PER   | RAC   | RCT   | TOU   |
| ------------------ | ----- | ----- | ----- | ----- | ----- | ----- | ----- | ----- | ----- | ----- | ----- | ----- | ----- | ----- |
| SU Agen            |       | 20-30 | 19-25 | 19-15 | 14-22 | 11-18 | 32-26 | 9-3   | 9-13  | 20-28 | 23-15 | 20-24 | 9-15  | 22-9  |
| Aviron bayonnais   | 37-16 |       | 6-6   | 22-11 | 22-12 | 6-13  | 31-24 | 39-13 | 32-26 | 24-11 | 13-10 | 18-25 | 33-28 | 6-35  |
| Biarritz olympique | 16-11 | 15-16 |       | 25-22 | 15-9  | 32-28 | 33-16 | 35-10 | 27-8  | 52-17 | 15-3  | 11-23 | 9-36  | 22-17 |
| Bordeaux Bègles    | 48-17 | 39-13 | 16-0  |       | 13-16 | 24-28 | 28-29 | 40-7  | 15-23 | 30-22 | 26-22 | 15-22 | 41-0  | 32-34 |
| Castres olympique  | 20-9  | 31-10 | 28-13 | 23-23 |       | 16-13 | 30-13 | 44-17 | 26-20 | 44-13 | 38-36 | 31-10 | 25-20 | 16-18 |
| ASM Clermont       | 66-21 | 48-3  | 19-12 | 67-3  | 37-10 |       | 44-20 | 56-3  | 36-18 | 28-25 | 53-31 | 13-12 | 24-21 | 39-17 |
| FC Grenoble        | 27-13 | 9-6   | 34-21 | 19-9  | 14-12 | 10-17 |       | 52-7  | 9-16  | 26-12 | 28-23 | 27-13 | 25-24 | 15-6  |
| Stade montois      | 16-28 | 33-36 | 18-19 | 12-17 | 15-31 | 6-14  | 32-14 |       | 17-30 | 28-30 | 17-31 | 9-34  | 15-29 | 12-16 |
| Montpellier HR     | 32-15 | 29-22 | 33-10 | 15-13 | 19-12 | 13-8  | 23-6  | 32-16 |       | 54-16 | 50-22 | 15-17 | 25-32 | 10-8  |
| Stade français     | 20-13 | 21-13 | 36-23 | 30-14 | 20-20 | 10-37 | 35-6  | 42-14 | 32-16 |       | 34-24 | 19-16 | 11-43 | 28-24 |
| USA Perpignan      | 39-13 | 18-13 | 33-28 | 26-16 | 20-21 | 26-19 | 20-18 | 15-6  | 30-19 | 32-16 |       | 17-13 | 15-21 | 34-20 |
| Racing Métro 92    | 40-6  | 15-10 | 13-12 | 18-7  | 29-28 | 12-6  | 23-3  | 16-17 | 12-16 | 23-15 | 23-19 |       | 21-23 | 26-27 |
| RC Toulon          | 43-21 | 59-0  | 50-15 | 42-12 | 33-12 | 26-26 | 39-3  | 15-9  | 51-6  | 24-19 | 46-13 | 15-19 |       | 35-16 |
| Stade toulousain   | 62-13 | 42-6  | 19-14 | 33-32 | 23-22 | 30-22 | 57-7  | 37-22 | 27-9  | 43-16 | 18-19 | 32-13 | 32-9  |       |

|  | Victoire à domicile |  | Match nul |  | Défaite à domicile |

#### Détail des résultats
Les points marqués par chaque équipe sont inscrits dans les colonnes centrales (3-4) alors que les essais marqués sont donnés dans les colonnes latérales (1-6). Les points de bonus sont symbolisés par une bordure bleue pour les bonus offensifs (trois essais de plus que l'adversaire), orange pour les bonus défensifs (défaite avec au plus sept points d'écart), rouge si les deux bonus sont cumulés.

#### Évolution du classement
| Club                 | 1  | 2  | 3  | 4  | 5  | 6  | 7  | 8  | 9  | 10 | 11 | 12 | 13 | 14 | 15 | 16 | 17 | 18 | 19 | 20 | 21 | 22 | 23 | 24 | 25 | 26 |
| -------------------- | -- | -- | -- | -- | -- | -- | -- | -- | -- | -- | -- | -- | -- | -- | -- | -- | -- | -- | -- | -- | -- | -- | -- | -- | -- | -- |
| SU Agen              | 10 | 12 | 12 | 13 | 13 | 11 | 10 | 12 | 13 | 12 | 12 | 13 | 13 | 13 | 12 | 12 | 13 | 13 | 12 | 13 | 13 | 13 | 13 | 13 | 13 | 13 |
| Aviron bayonnais     | 12 | 5  | 10 | 9  | 11 | 13 | 11 | 10 | 12 | 11 | 11 | 11 | 10 | 11 | 11 | 11 | 11 | 11 | 11 | 11 | 11 | 11 | 11 | 11 | 10 | 8  |
| Biarritz olympique   | 1  | 1  | 1  | 2  | 3  | 5  | 4  | 8  | 9  | 9  | 7  | 7  | 9  | 7  | 7  | 10 | 10 | 10 | 10 | 9  | 10 | 9  | 8  | 8  | 11 | 9  |
| Bordeaux Bègles      | 9  | 6  | 9  | 12 | 10 | 12 | 13 | 13 | 11 | 13 | 13 | 12 | 12 | 12 | 13 | 13 | 12 | 12 | 13 | 12 | 12 | 12 | 12 | 12 | 12 | 12 |
| Castres olympique    | 8  | 4  | 5  | 6  | 5  | 6  | 8  | 6  | 5  | 5  | 5  | 4  | 4  | 4  | 4  | 5  | 5  | 4  | 4  | 4  | 4  | 4  | 4  | 4  | 4  | 4  |
| ASM Clermont         | 3  | 7  | 3  | 4  | 2  | 2  | 1  | 3  | 2  | 2  | 2  | 3  | 2  | 2  | 2  | 3  | 2  | 2  | 2  | 2  | 2  | 2  | 2  | 2  | 1  | 1  |
| FC Grenoble          | 7  | 11 | 8  | 5  | 6  | 8  | 6  | 5  | 6  | 6  | 6  | 6  | 6  | 6  | 5  | 6  | 6  | 6  | 7  | 8  | 8  | 8  | 9  | 10 | 9  | 11 |
| Stade montois        | 14 | 14 | 14 | 14 | 14 | 14 | 14 | 14 | 14 | 14 | 14 | 14 | 14 | 14 | 14 | 14 | 14 | 14 | 14 | 14 | 14 | 14 | 14 | 14 | 14 | 14 |
| Montpellier HR       | 13 | 10 | 7  | 8  | 9  | 7  | 5  | 4  | 4  | 4  | 4  | 5  | 5  | 5  | 6  | 4  | 4  | 5  | 5  | 5  | 7  | 6  | 5  | 6  | 6  | 5  |
| Stade français Paris | 2  | 9  | 11 | 11 | 12 | 10 | 12 | 11 | 10 | 10 | 8  | 10 | 8  | 10 | 10 | 9  | 9  | 9  | 9  | 10 | 9  | 10 | 10 | 9  | 8  | 10 |
| USA Perpignan        | 11 | 13 | 13 | 10 | 8  | 9  | 9  | 9  | 8  | 7  | 9  | 8  | 7  | 8  | 8  | 7  | 8  | 8  | 8  | 7  | 6  | 7  | 7  | 7  | 7  | 7  |
| Racing Métro 92      | 5  | 8  | 6  | 7  | 7  | 4  | 7  | 7  | 7  | 8  | 10 | 9  | 11 | 9  | 9  | 8  | 7  | 7  | 6  | 6  | 5  | 5  | 6  | 5  | 5  | 6  |
| RC Toulon            | 4  | 3  | 2  | 1  | 1  | 1  | 2  | 1  | 1  | 1  | 1  | 1  | 1  | 1  | 1  | 1  | 1  | 1  | 1  | 1  | 1  | 1  | 1  | 1  | 2  | 2  |
| Stade toulousain     | 6  | 2  | 4  | 3  | 4  | 3  | 3  | 2  | 3  | 3  | 3  | 2  | 3  | 3  | 3  | 2  | 3  | 3  | 3  | 3  | 3  | 3  | 3  | 3  | 3  | 3  |

### Phase finale

#### Barrages
| 10 mai 2013 21 h 00 | Stade toulousain | 33 – 19 (14 – 11) | Racing Métro 92                                                                   | Stadium, Toulouse 30 000 spectateurs Arbitre : Jérôme Garcès |
| 10 mai 2013 21 h 00 | Essai(s) : Fickou (18e), Picamoles (54e) Transformation(s) : McAlister (55e) Pénalité(s) : McAlister (3e, 28e, 40e, 48e, 58e, 68e, 75e) |                   | Essai(s) : Matadigo (36e), Chavancy (55e) Pénalité(s) : Wisniewski (5e, 12e, 61e) | Stadium, Toulouse 30 000 spectateurs Arbitre : Jérôme Garcès |
| 10 mai 2013 21 h 00 | |                   |                                                                                   | Stadium, Toulouse 30 000 spectateurs Arbitre : Jérôme Garcès |

| 11 mai 2013 14 h 40 | Castres olympique | 25 – 12 (12 – 9) | Montpellier HR                                                                   | Stade Pierre-Antoine, Castres 11 500 spectateurs Arbitre : Romain Poite |
| 11 mai 2013 14 h 40 | Essai(s) : Claassen (45e) Transformation(s) : Kockott (46e) Pénalité(s) : Kockott (25e, 30e, 39e, 53e, 63e) Drop(s) : Talès (13e) |                  | Pénalité(s) : Paillaugue (2e, 19e, 34e, 58e) Carton(s) jaune(s) : Gorgodze (37e) | Stade Pierre-Antoine, Castres 11 500 spectateurs Arbitre : Romain Poite |
| 11 mai 2013 14 h 40 | |                  |                                                                                  | Stade Pierre-Antoine, Castres 11 500 spectateurs Arbitre : Romain Poite |

#### Demi-finales
(mt : 8 – 6)
Points marqués :
- Toulon : 2 essais de Rossouw (2e) et de Armitage (72e), 1 transformation de Wilkinson (72e), 3 pénalités de Wilkinson (10e, 54e, 70e), un drop de Wilkinson (64e)
- Toulouse : 3 pénalités de McAlister (7e, 29e, (43e)

Évolution du score : 5-0, 5-3, 8-3, 8-6, 8-9, 11-9, 14-9, 17-9, 24-9
Arbitre : Pascal Gaüzère
Résumé
| RC Toulon · Titulaires · 72e Delon Armitage 15 · Rudi Wulf 14 · Mathieu Bastareaud 13 · 70e Matt Giteau 12 · Alexis Palisson 11 · (cap.) Jonny Wilkinson 10 · 68e Frédéric Michalak 9 · 70e Chris Masoe 8 · 74e Juan Martín Fernández Lobbe 7 · 2e Danie Rossouw 6 · 59e Nick Kennedy 5 · Bakkies Botha 4 · 70e Davit Kubriashvili 3 · 48e Sébastien Bruno 2 · 70e Andrew Sheridan 1 · Remplaçants · 48e Jean-Charles Orioli 16 · 70e Xavier Chiocci 17 · 59e Jocelino Suta 18 · 74e Rocky Elsom 19 · 70e Steffon Armitage 20 · 70e Maxime Mermoz 21 · 68e Sébastien Tillous-Borde 22 · 70e Levan Chilachava 23 · Entraîneur · Bernard Laporte |  | Stade toulousain · Titulaires · 15 Clément Poitrenaud · 14 Yoann Huget · 13 Yannick Jauzion 60e · 12 Gaël Fickou 47e · 11 Maxime Médard · 10 Luke McAlister · 9 Jean-Marc Doussain 73e · 8 Louis Picamoles · 7 Thierry Dusautoir (cap.) · 6 Jean Bouilhou 51e · 5 Patricio Albacete · 4 Yoann Maestri 65e · 3 Census Johnston 70e · 2 William Servat 70e · 1 Vasil Kakovin 36e · Remplaçants · 16 Jaba Bregvadze 70e · 17 Gurthrö Steenkamp 36e · 18 Romain Millo-Chluski 65e · 19 Yannick Nyanga 51e · 20 Luke Burgess 73e · 21 Lionel Beauxis 60e · 22 Yann David 47e · 23 Jean-Baptiste Poux 70e · Entraîneur · Guy Novès |

(mt : 3 – 12)
Points marqués :
- Clermont : 3 pénalités de Delany (28e, 46e, 60e)
- Castres : 1 essai de Cabannes (64e), 1 transformation de  Kockott (65e),  6 pénalités de Kockott (9e, 19e, 36e, 39e, 44e, 53e)

Évolution du score : 0-3, 0-6, 3-6, 3-9, 3-12, 3-15, 6-15, 6-18, 9-18, 9-25 
Arbitre : Christophe Berdos
Résumé
| ASM Clermont · Titulaires · 80e Lee Byrne 15 · Sitiveni Sivivatu 14 · 38e (cap.) Aurélien Rougerie 13 · Wesley Fofana 12 · Napolioni Nalaga 11 · Mike Delany 10 · Morgan Parra 9 · Damien Chouly 8 · 77e à 80e Julien Bardy 7 · Julien Bonnaire 6 · 40e Loïc Jacquet 5 · Julien Pierre 4 · 72e Davit Zirakashvili 3 · 44e Benjamin Kayser 2 · 41e Raphaël Chaume 1 · Remplaçants · 44e Ti'i Paulo 16 · 41e Thomas Domingo 17 · 40e Nathan Hines 18 · Alexandre Lapandry 19 · Ludovic Radosavljevic 20 · 80e Brock James 21 · 38e Benson Stanley 22 · 72e Daniel Kotze 23 · Entraîneur · Vern Cotter |  | Castres olympique · Titulaires · 15 Brice Dulin 73e · 14 Romain Martial · 13 Romain Cabannes 64e · 12 Seremaia Bai 66e · 11 Marc Andreu · 10 Rémi Talès (cap.) 73e · 9 Rory Kockott · 8 Antonie Claassen 77e à 80e · 7 Yannick Caballero · 6 Ibrahim Diarra · 5 Rodrigo Capó Ortega 65e · 4 Christophe Samson · 3 Karena Wihongi 79e · 2 Brice Mach 73e · 1 Saimone Taumoepeau 74e · Remplaçants · 16 Mathieu Bonello 73e · 17 Yannick Forestier 74e · 18 Iosefa Tekori 65e · 19 Jannie Bornman · 20 Romain Teulet 73e · 21 Daniel Kirkpatrick 73e · 22 Paul Bonnefond 66e · 23 Mihaita Lazăr 79e · Entraîneurs · Laurent Travers, Laurent Labit |

#### Finale
(mt : 3 – 10)
Points marqués :
- Toulon : 1 essai de Armitage (80e+1), 3 pénalités de Wilkinson (7e, 47e, 67e)
- Castres : 1 essai de Kockott (40e+1), 1 transformation de Kockott (40e+2), 2 drop de Talès (72e 74e) 2 pénalités de Kockott (14e, 79e)

Évolution du score : 3-0, 3-3, 3-10, 6-10, 9-10, 9-13, 9-16, 9-19, 14-19
Arbitre : Jérôme Garcès
Résumé
| RC Toulon · Titulaires · 80e+1 Delon Armitage 15 · 65e Rudi Wulf 14 · Mathieu Bastareaud 13 · Matt Giteau 12 · Alexis Palisson 11 · (cap.) Jonny Wilkinson 10 · 50e Frédéric Michalak 9 · 70e Chris Masoe 8 · Juan Martín Fernández Lobbe 7 · 58e Danie Rossouw 6 · Nick Kennedy 5 · Bakkies Botha 4 · 19e 28e Carl Hayman 3 · 47e Sébastien Bruno 2 · 68e Andrew Sheridan 1 · Remplaçants · 47e Jean-Charles Orioli 16 · 66e Xavier Chiocci 17 · Jocelino Suta 18 · 70e Steffon Armitage 19 · 58e Joe van Niekerk 20 · 65e Maxime Mermoz 21 · 50e Sébastien Tillous-Borde 22 · 19e 28e Davit Kubriashvili 23 · Entraîneur · Bernard Laporte |  | Castres olympique · Titulaires · 15 Brice Dulin · 14 Romain Martial · 13 Romain Cabannes · 12 Seremaia Bai · 11 Marc Andreu · 10 Rémi Talès (cap.) 78e · 9 Rory Kockott 40e+1 · 8 Antonie Claassen · 7 Yannick Caballero · 6 Ibrahim Diarra 73e · 5 Rodrigo Capó Ortega 59e · 4 Christophe Samson · 3 Karena Wihongi 80e · 2 Brice Mach · 1 Saimone Taumoepeau 79e · Remplaçants · 16 Mathieu Bonello · 17 Yannick Forestier 79e · 18 Iosefa Tekori 59e · 19 Jannie Bornman 73e · 20 Romain Teulet · 21 Daniel Kirkpatrick 78e · 22 Paul Bonnefond · 23 Mihaita Lazăr 80e · Entraîneurs · Laurent Travers, Laurent Labit |

## Statistiques

### Meilleur réalisateur
Mise à jour le 25 mai 2013

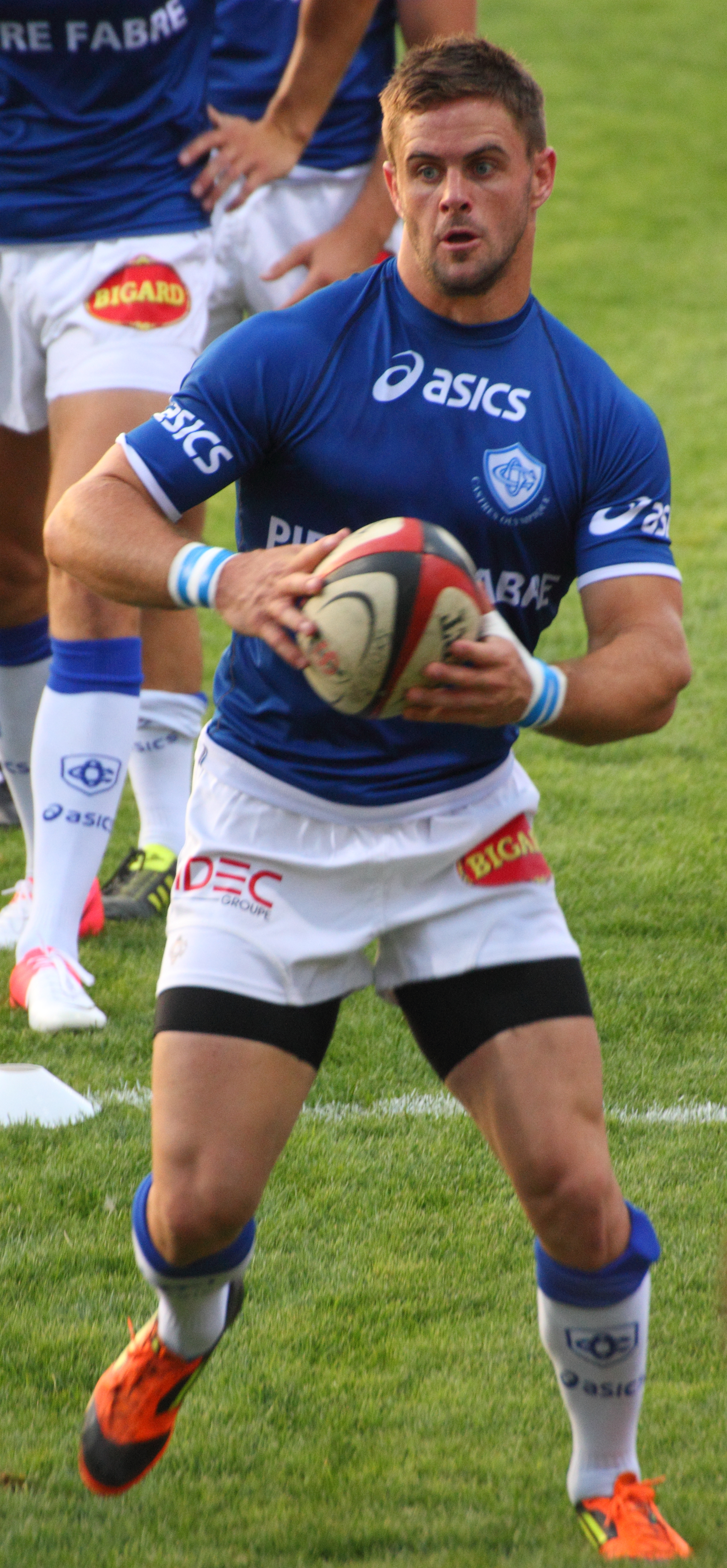
Rory Kockott (376 points) (Castres)
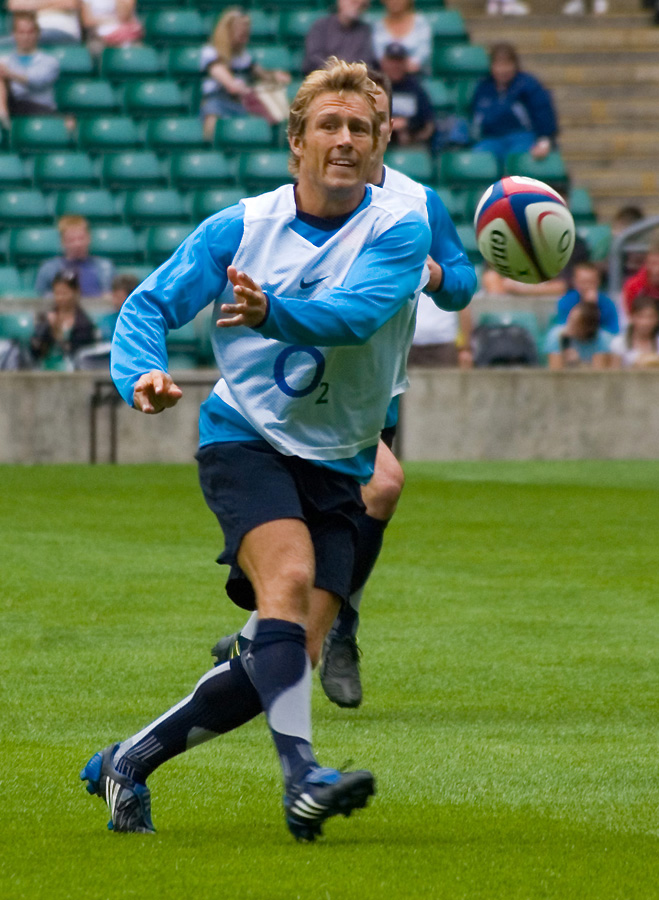
Jonny Wilkinson (RC Toulon)
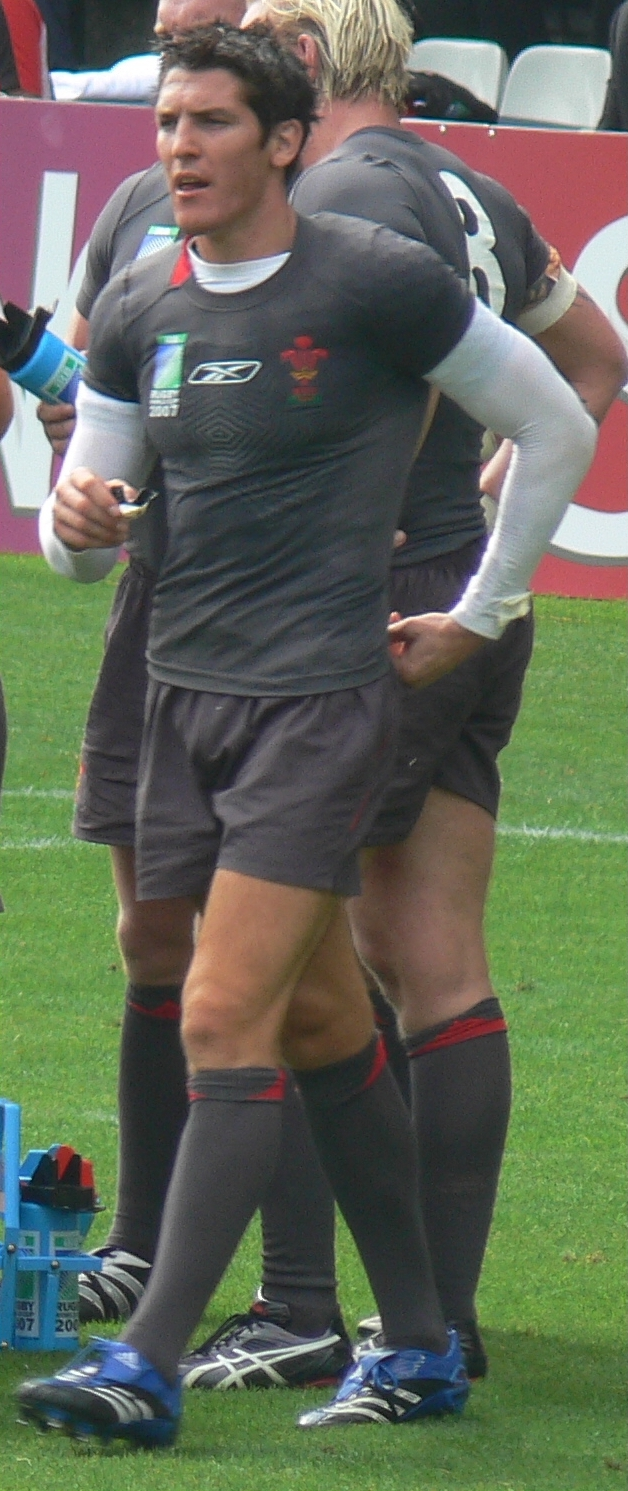
James Hook (USA Perpignan)
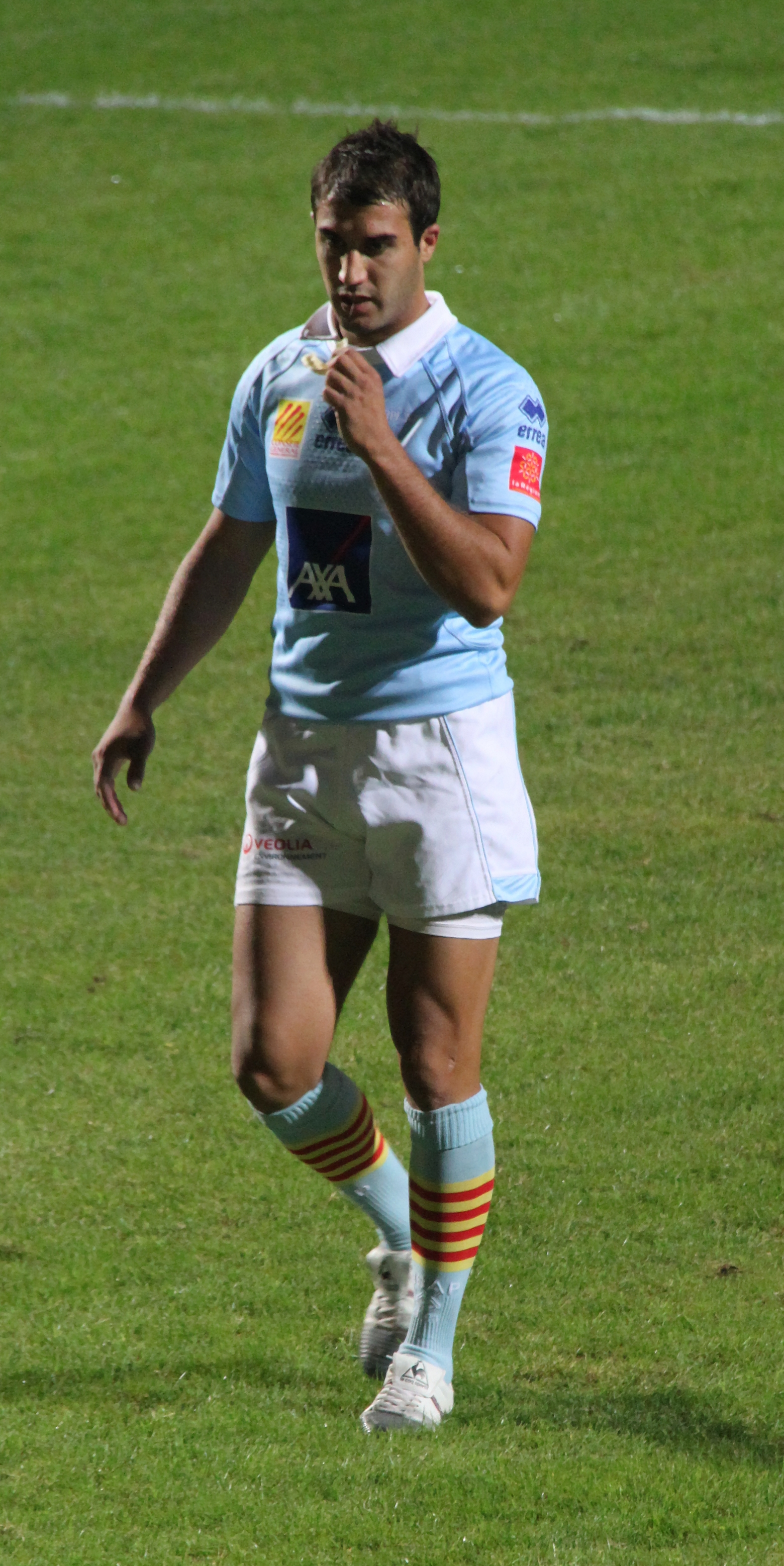
Jérome Porical (Stade français)
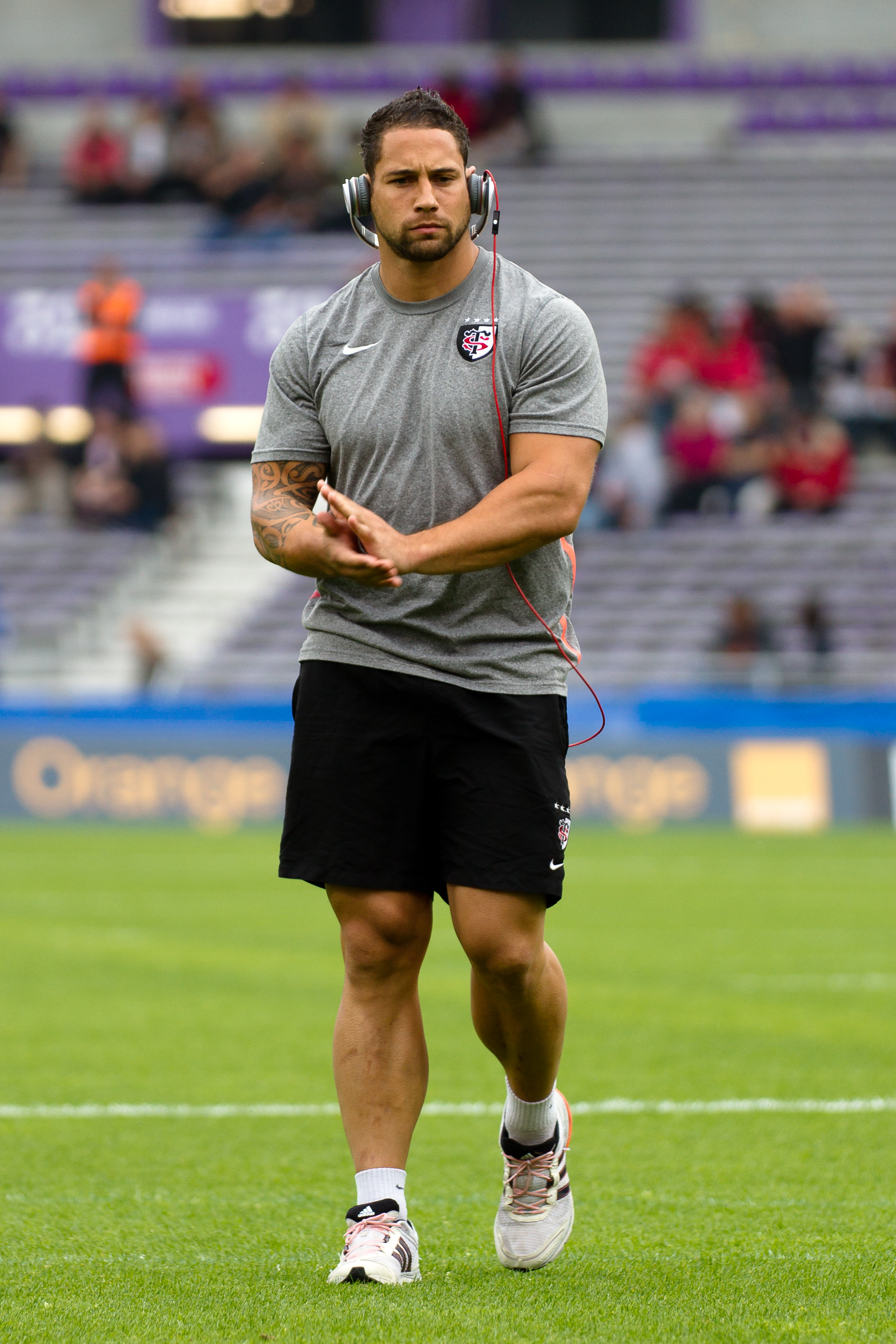
Luke McAlister (Stade toulousain)

| Rang | Joueur              | Club                  | Poste            | Points | Essais | Transf. | Pén. | Drops |
| ---- | ------------------- | --------------------- | ---------------- | ------ | ------ | ------- | ---- | ----- |
| 1    | Rory Kockott        | Castres olympique     | Demi de mêlée    | 376    | 8      | 33      | 90   | 0     |
| 2    | Jonny Wilkinson     | RC Toulon             | Demi d'ouverture | 373    | 0      | 47      | 85   | 8     |
| 3    | James Hook          | USA Perpignan         | Demi d'ouverture | 265    | 2      | 21      | 69   | 2     |
| 4    | Jérôme Porical      | Stade français        | Arrière          | 244    | 0      | 14      | 72   | 0     |
| 5    | Camille Lopez       | Union Bordeaux Bègles | Demi d'ouverture | 232    | 2      | 33      | 49   | 3     |
| 6    | Luke McAlister      | Stade toulousain      | Demi d'ouverture | 222    | 3      | 33      | 47   | 0     |
| 7    | Morgan Parra        | ASM Clermont Auvergne | Demi de mêlée    | 186    | 1      | 35      | 37   | 0     |
| 8    | Conrad Barnard      | SU Agen               | Demi d'ouverture | 179    | 0      | 8       | 51   | 2     |
| 9    | Jonathan Wisniewski | Racing Métro 92       | Demi d'ouverture | 170    | 2      | 14      | 47   | 2     |
| 10   | Lionel Beauxis      | Stade toulousain      | Demi d'ouverture | 164    | 3      | 13      | 42   | 0     |

### Meilleur marqueur
Mise à jour le 6 mai 2013

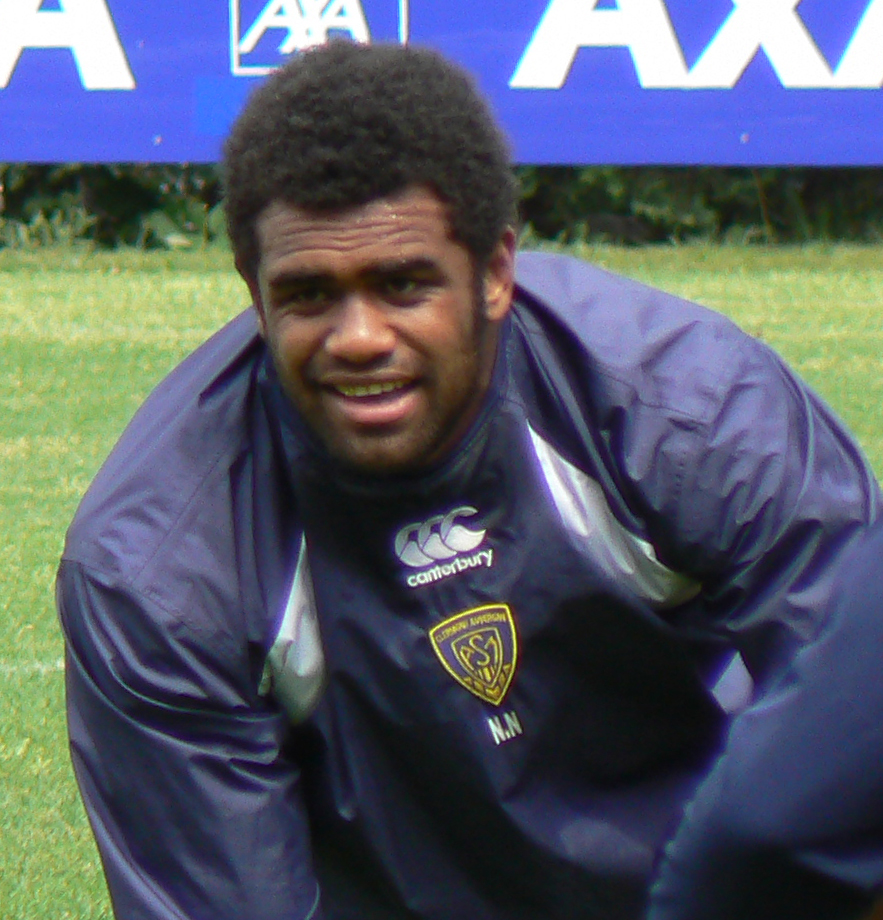
Napolioni Nalaga (ASM Clermont)
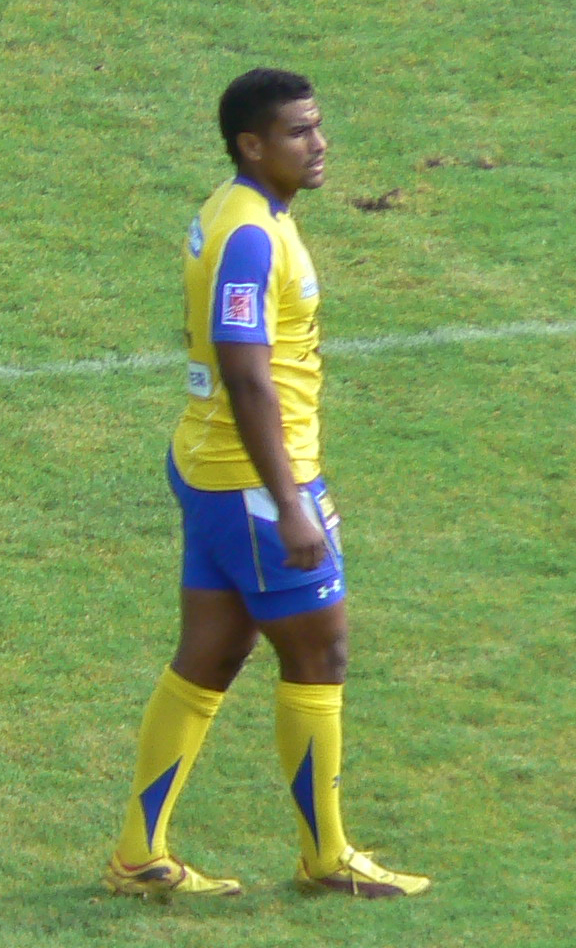
Wesley Fofana (ASM Clermont)
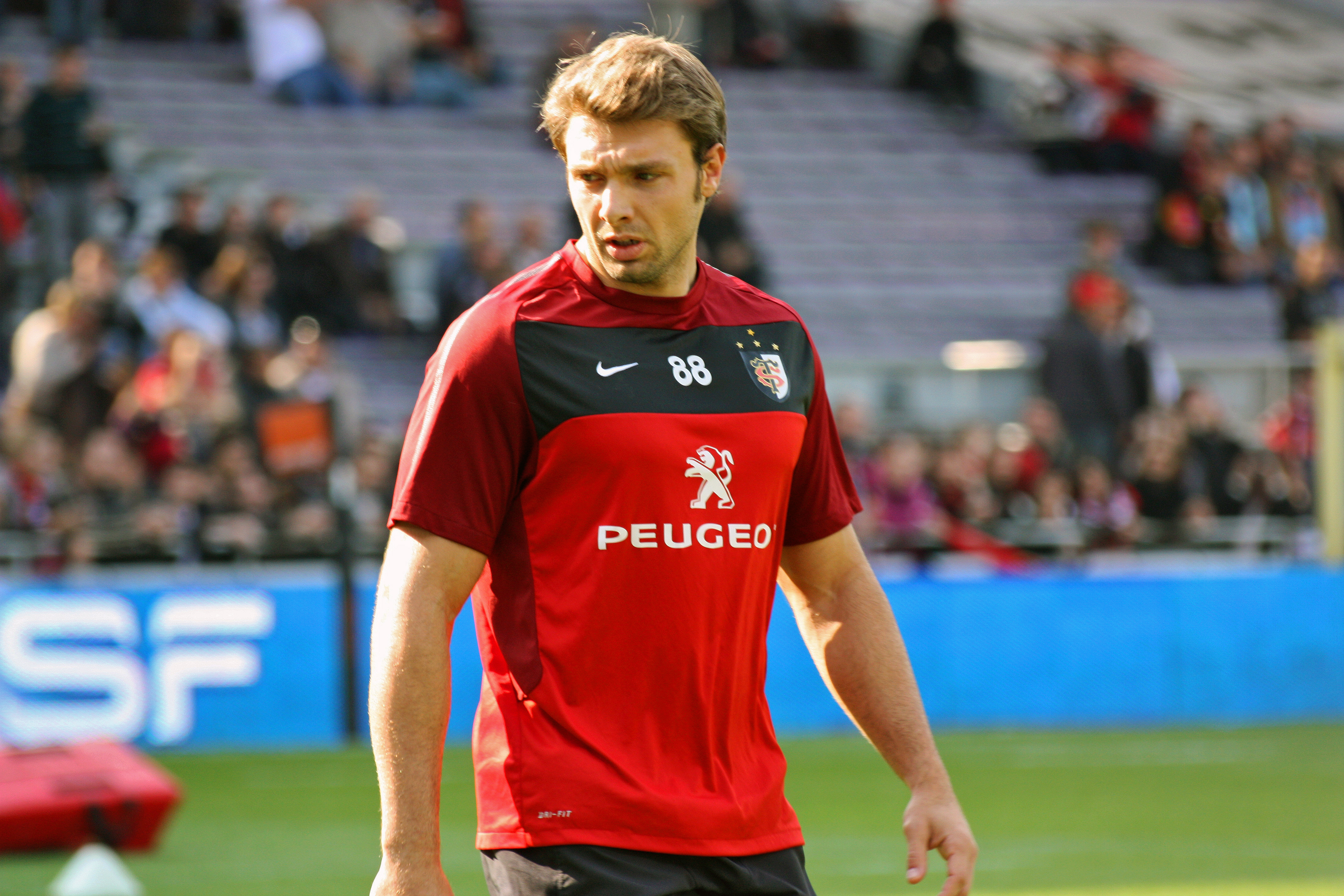
Vincent Clerc (Stade toulousain)
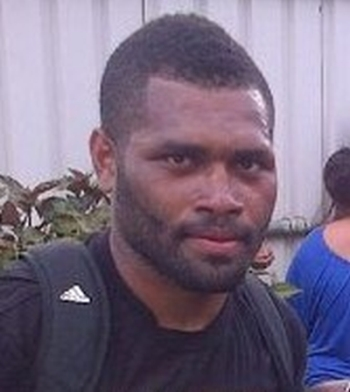
Metuisela Talebula (Union Bordeaux Bègles)
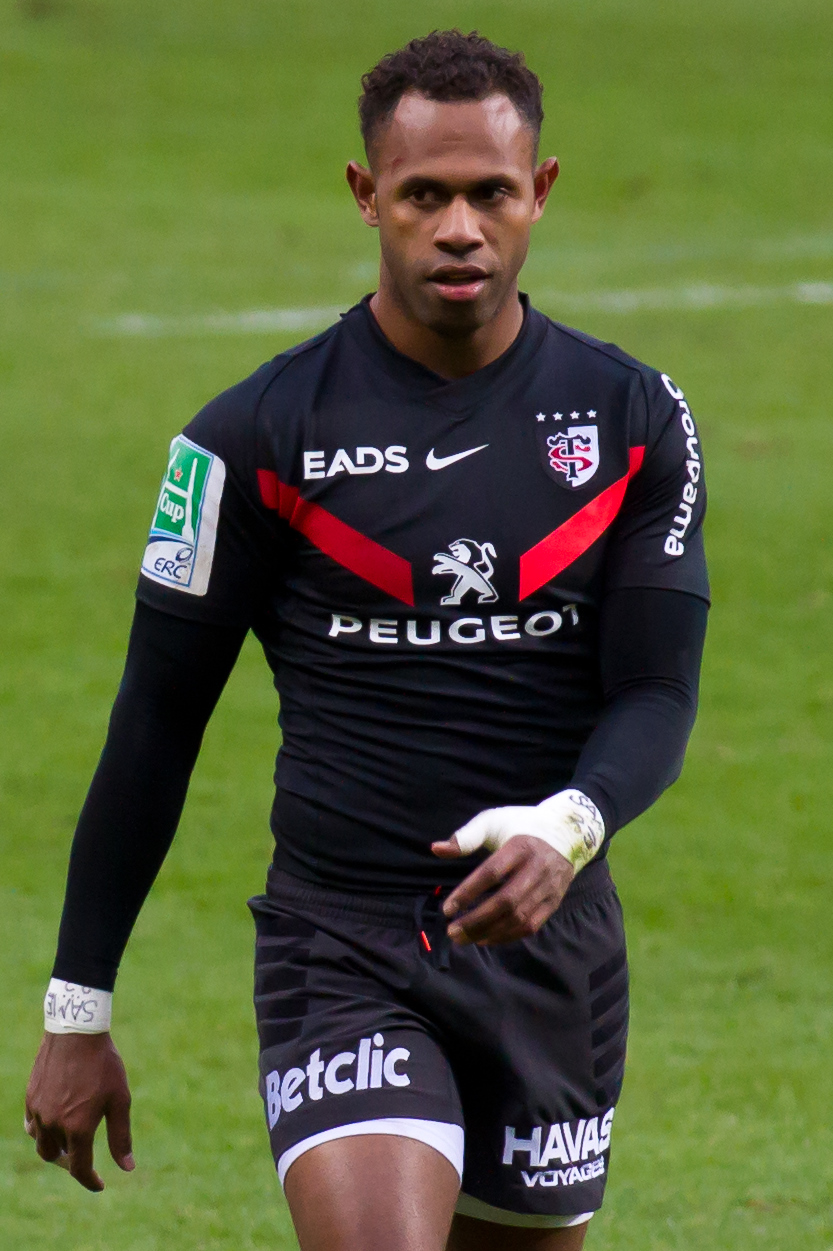
Timoci Matanavou (Stade toulousain)
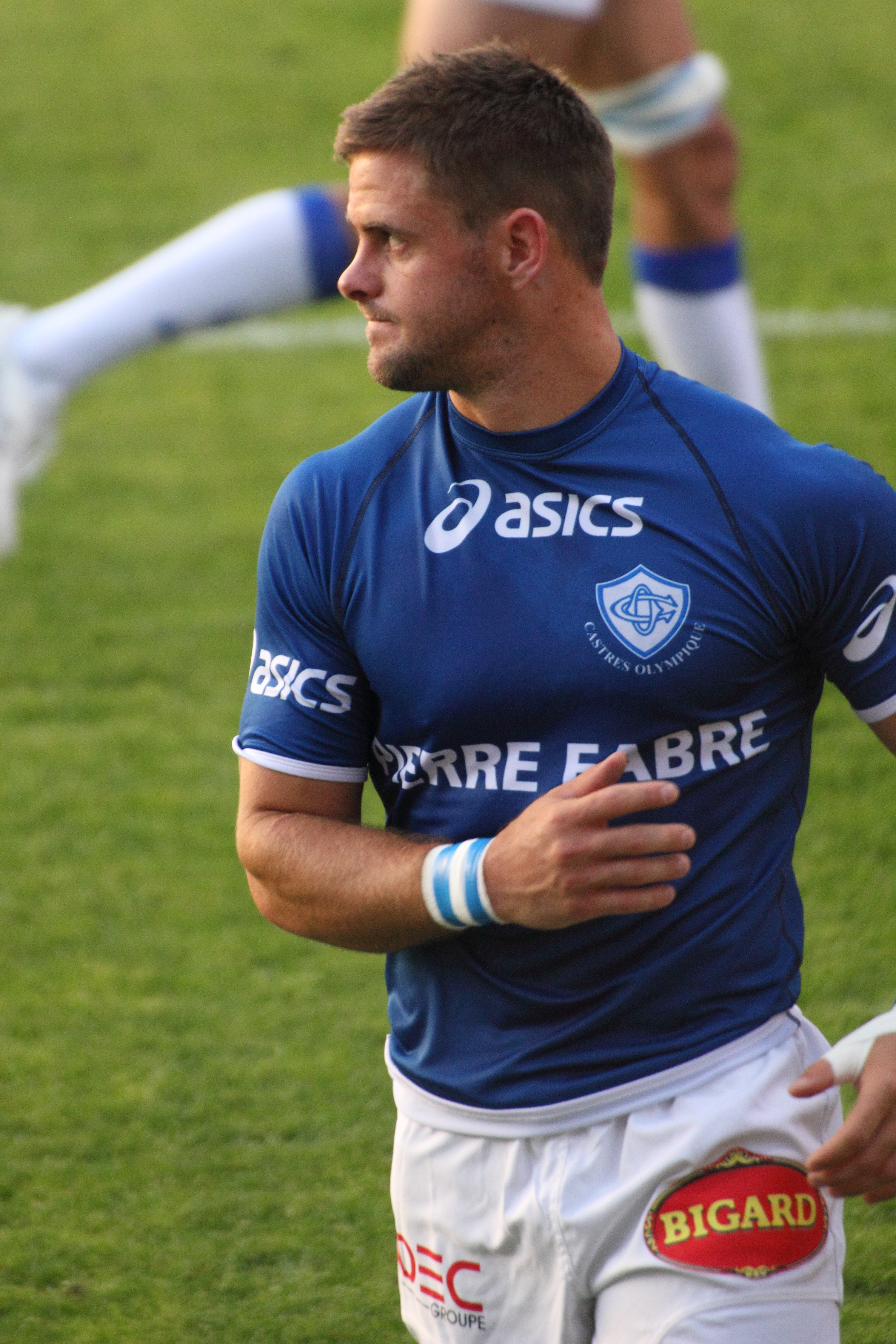
Rory Kockott (Castres olympique)
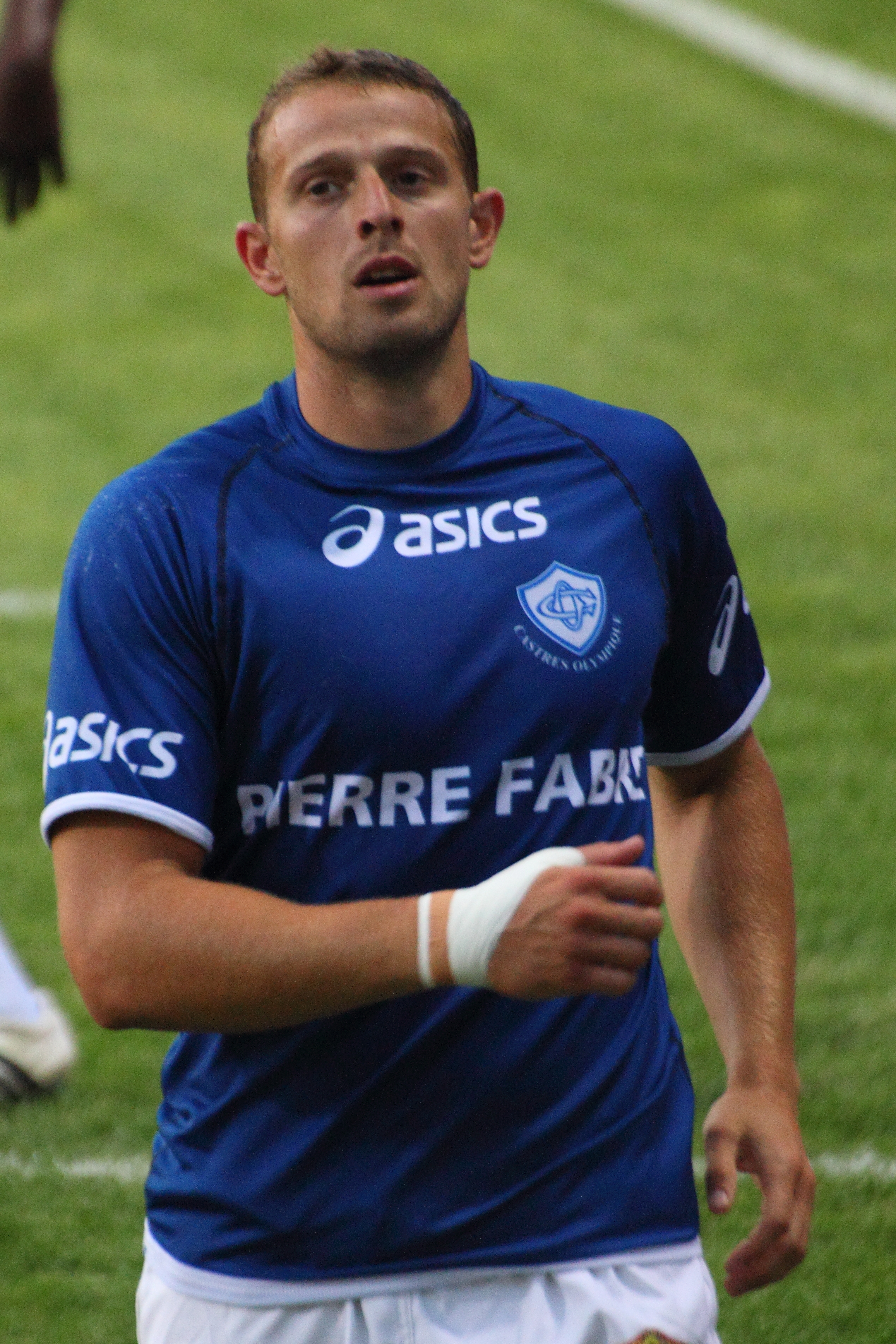
Romain Martial (Castres olympique)
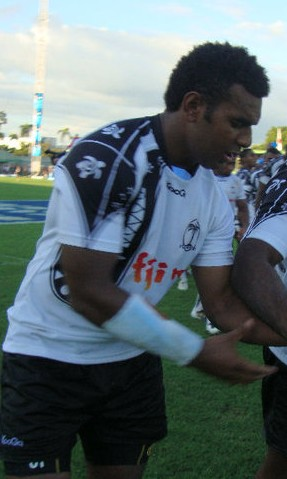
Timoci Nagusa (Montpellier HR)

| Rang | Joueur             | Club                  | Poste         | Essais |
| ---- | ------------------ | --------------------- | ------------- | ------ |
| 1    | Napolioni Nalaga   | ASM Clermont Auvergne | Ailier        | 13     |
| 2    | Wesley Fofana      | ASM Clermont Auvergne | Centre        | 10     |
| 3    | Vincent Clerc      | Stade toulousain      | Ailier        | 9      |
| -    | David Smith        | RC Toulon             | Ailier        | 9      |
| 5    | Sitiveni Sivivatu  | ASM Clermont Auvergne | Ailier        | 8      |
| -    | Metuisela Talebula | Union Bordeaux Bègles | Ailier        | 8      |
| -    | Noa Nakaitaci      | ASM Clermont Auvergne | Ailier        | 8      |
| -    | Timoci Matanavou   | Stade toulousain      | Ailier        | 8      |
| -    | Rory Kockott       | Castres olympique     | Demi de mêlée | 8      |
| 10   | Matt Giteau        | RC Toulon             | Centre        | 7      |
| -    | Timoci Nagusa      | Montpellier HR        | Ailier        | 7      |
| -    | Romain Martial     | Castres olympique     | Ailier        | 7      |
| -    | Alexis Palisson    | RC Toulon             | Ailier        | 7      |
| -    | Marc Andreu        | Castres olympique     | Ailier        | 7      |

### Meilleure attaque (nombre de points)
Mise à jour le 25 mai 2013
| Rang | Club                  | Pts |
| ---- | --------------------- | --- |
| 1    | RC Toulon             | 803 |
| 2    | ASM Clermont Auvergne | 788 |
| 3    | Stade toulousain      | 744 |
| 4    | Castres olympique     | 649 |
| 5    | USA Perpignan         | 593 |
| 7    | Montpellier HR        | 582 |

### Meilleure attaque (nombre d'essais)
Mise à jour le 25 mai 2013
| Rang | Club                  | Essais |
| ---- | --------------------- | ------ |
| 1    | ASM Clermont Auvergne | 81     |
| 2    | RC Toulon             | 69     |
| 3    | Stade toulousain      | 67     |
| 4    | Montpellier HR        | 52     |
| 5    | Union Bordeaux Bègles | 51     |
| 6    | USA Perpignan         | 50     |
| 7    | Castres olympique     | 49     |

### Meilleure défense (nombre de points)
Mise à jour le 4 mai 2013
| Rang | Club                  | Pts |
| ---- | --------------------- | --- |
| 1    | ASM Clermont Auvergne | 418 |
| 2    | Racing Métro 92       | 431 |
| 3    | RC Toulon             | 456 |
| 4    | Castres olympique     | 489 |
| 5    | Stade toulousain      | 501 |
| 6    | Montpellier HR        | 520 |
| 7    | Biarritz Olympique    | 540 |

### Meilleure défense (nombre d'essais)
Mise à jour le 4 mai 2013
| Rang | Club                  | Essais |
| ---- | --------------------- | ------ |
| 1    | Racing Métro 92       | 28     |
| 2    | ASM Clermont Auvergne | 32     |
| 3    | Castres olympique     | 33     |
| -    | RC Toulon             | 33     |
| 5    | Stade toulousain      | 37     |
| 6    | Montpellier HR        | 38     |
| 7    | Biarritz olympique    | 40     |

### Statistiques diverses
Mise à jour le 4 mai 2013

#### Équipes
- Plus grand nombre d'essais marqués par une équipe dans un match : 10 par l'ASM Clermont Auvergne le 30 mars 2013 face au SU Agen, à l'occasion de la vingt-troisième journée.
- Plus grand nombre d'essais dans un match : 13 entre l'ASM Clermont Auvergne et le SU Agen (66-21).
- Plus grand écart de points : 64 lors de la rencontre entre l'ASM Clermont Auvergne et Bordeaux Bègles (67-3), lors de la vingt-sixième journée, le 4 mai 2013.
- Plus grand nombre de points dans une rencontre : 87 lors de la rencontre entre le l'ASM Clermont Auvergne et le SU Agen (66-21), lors de la vingt-troisième journée, le 30 mars 2013.
- Équipes invaincues à domicile : l'ASM Clermont Auvergne est invaincue depuis 60 rencontres toutes compétitions confondues au stade Stade Marcel-Michelin au 4 mai 2013, ceci constituant un nouveau record d'invincibilité à domicile toutes compétitions confondues.

#### Individuelles
- Premier essai de la saison : Rory Kockott à la 53e minute de la première journée le 17 août 2012, pour le Castres olympique face au Stade toulousain (23-22).
- Premier doublé : Matt Giteau à la 19e et à la 60e minute de la deuxième journée le 25 août 2012, pour le RC Toulon face au Racing Métro 92 (21-23).
- Premier triplé : Wesley Fofana a marqué un triplé durant le match de vingt troisième journée opposant l'ASM Clermont Auvergne au SU Agen, à la 5e, à la 63e et à la 81e minute, le 30 mars 2013. (66-21)
- Essai le plus rapide d'une rencontre : Wesley Fofana au bout de 38 secondes lors de la vingt-cinquième journée le 20 avril 2013, pour l'ASM Clermont Auvergne face au Stade toulousain.
- Plus grand nombre de points marqués dans un match : Benjamin Boyet de Bayonne avec 32 points marqués lors de la huitième journée face à Agen (37-16).
- Plus grand nombre de pénalités marquées dans un match : 9 pénalités marquées par Benjamin Boyet, pour Bayonne lors de la huitième journée, face au Agen.
- Plus grand nombre de drops marqués dans un match : Jules Plisson du Stade français avec 2 drops marqués lors de la sixième journée face à l'USA Perpignan, ainsi que Rémi Tales du Castres olympique avec 2 drops marqués lors de finale face au RC Toulon.
- Plus grand nombre de transformations marquées dans un match : 8 transformations marquées par Brock James de l'ASM Clermont Auvergne lors de la vingt-sixième journée, face à Bordeaux Bègles.